# Earias citrinella
Earias citrinella är en fjärilsart som beskrevs av Embrik Strand 1917. Earias citrinella ingår i släktet Earias och familjen trågspinnare. Inga underarter finns listade i Catalogue of Life.